# Captain Novolin
Captain Novolin é um jogo educacional de plataforma estrelando o super-herói de mesmo nome, que possui diabete tipo 1. Foi patrocinado pela companhia que produz a marca de insulina Novolin.